# Hans Vogt (regatista, 1962)
Hans Vogt (Múnich, 15 de enero de 1962) es un deportista alemán que compitió para la RFA en vela en la clase Star.
Ganó una medalla de bronce en el Campeonato Europeo de Star de 1990. Participó en los Juegos Olímpicos de Barcelona 1992, ocupando el sexto lugar en la clase Star.

## Palmarés internacional
| \| Representando a la RFA \| \| \| \| \| Campeonato Europeo \| \| \| \| \| Año \| Lugar \| Medalla \| Clase \| \| 1990 \| Laredo (España) \| Medalla de bronce \| Star \| |                 |                   |       |
| Representando a la RFA |                 |                   |       |
| Campeonato Europeo |                 |                   |       |
| Año | Lugar           | Medalla           | Clase |
| 1990 | Laredo (España) | Medalla de bronce | Star  |